# Teletón 2014 (Colombia)
Teletón Colombia de 2014 fue la decimonovena versión de Teletón Colombia que recaudó recursos para beneficiar a la comunidad con discapacidad del país y la creación y manutención de una red de centros de rehabilitación en Colombia. Se realizó a partir de las 22.00 hora de Colombia del día viernes 28 de febrero hasta las 01:00 hora de Colombia del día domingo 2 de marzo de 2014. Esta edición estuvo regida bajo el lema 'Creo en ti, Creo en Colombia' y el niño símbolo fue Juan David Torrijos.
Se emitió desde los Estudios de R.T.I. Televisión a través de los canales privados Caracol y RCN Televisión (incluyendo sus respectivas señales internacionales) con una meta inicial de $10 659 397 532; un peso más del total obtenido cuando se hizo la campaña anterior en 2013. La meta inicial fue superada dos horas y cuarto antes del cierre, por lo que se propuso crear una nueva meta, por $13 mil millones, siendo la primera de las ediciones modernas desde 2010 en donde se sobrepasa la meta antes del cierre.
La segunda meta fue superada con el último cómputo de $13 001 748 128 y la cifra final publicada en 9 de marzo de 2015 fue de $14 319 679 000.
| Meta Inicial | $ 10 659 397 532 |
| Meta nueva   | $ 13 000         |
| Recaudado    | $ 13 001 748 128 |

## Inicio
La decimonovena edición de la Teletón Colombia inició el 28 de febrero de 2014 a las 22:00 horas (horas legal colombiana), siendo transmitida por las señales de los dos canales privados de cobertura nacional de Colombia RCN y Caracol. El acto de apertura consistió en la interpretación del himno del evento.

## Transcurso del evento
La teletón de 2014 comenzó con un corto sketch en el que el niño símbolo de este año da la bienvenida al evento y luego de ello se pasa a emitir una de las propagandas que se emitieron los canales privados de Colombia para promocionar al evento; acto seguido, varios chicos, entre ellos el niño símbolo de esta edición, dan a conocer a todo el país el himno de esta edición, escrito por Santiago Hernández. Más tarde, los cuatro presentadores de esta edición dan oficial y cordialmente la bienvenida y dan la invitación al público para donar. La meta fue superada antes de lo previsto (22:45 h del 1 de marzo de 2014), por lo que se propuso crear una nueva meta, ascendiendo la cifra final a 13 mil millones de pesos y se realizó una comunicación por Internet con Don Francisco, promotor de la Teletón en América Latina y en Chile. Adicional a ello, las redes sociales también hicieron eco en la Teletón edición 2014, ya que mediante ellas se realizaron las subastas de los objetos donados a esta causa benéfica. Uno de los aportes con más impresión en el programa fue del cheque inesperado de la cantante estadounidense Lady Gaga quien sorpresivamente mandó un video (03:55 h del 1 de marzo de 2014), con un mensaje para apoyar a los niños colombianos discapacitados.
El evento finalizó a las 00:57, tres minutos antes de lo presupuestado, con el anuncio del último cómputo al aire, el cual fue de $13 001 748 126, es decir, $2 342 350 596 pesos más que la meta inicial y $1 748 128 pesos más que la nueva meta.

## Niño símbolo
Por primera vez en esta segunda etapa de la Teletón de Colombia se comenzó a realizar la temática del niño símbolo, la cual consiste en un chico o chica con cualquier tipo de discapacidad que participa en los servicios de rehabilitación de Teletón, quién representa a toda la comunidad Teletón. Además, es la primera vez que la embajada de Estados Unidos dona a la teletón Colombia.
El niño símbolo de 2014 fue Juan David Torrijos, un chico de once años, quién nació en Bogotá. Cuando era apenas un bebé se le diagnosticó ataxia degenerativa, sin embargo, ha demostrado un progreso significativo con respecto a su enfermedad gracias a sus terapias y al arduo apoyo de su madre.

## Promoción en medios
A partir del quince de enero de 2014, se comenzó la promoción del evento en los medios. El más popular fue spot publicitario de catorce segundos en el que se ve al niño símbolo hablando de sus logros, mencionando el lema de este año y comentando la labor de Teletón en el país.
Además, semanas previas al evento, los presentadores, la presidenta de la fundación y varias personalidades y voluntarios fueron a algunas ciudades del país para mostrarle a todos que el dinero que se recauda sí es invertido adecuadamente en los diversos centros de rehabilitación infantil (CRITs).

## Cómputos
A continuación se presentan los cómputos con sus respectivas horas y montos durante la Teletón Colombia:
| N.º | Hora  | Monto en pesos   | % meta inicial | % meta nueva | Monto en dólares |
| --- | ----- | ---------------- | -------------- | ------------ | ---------------- |
| 1   | 23:31 | $ 639 326 887    | 5,99 %         | 5,49 %       | $ 312 102        |
| 2   | 00:11 | $ 898 214 460    | 8,42 %         | 6,90 %       | $ 438 483        |
| 3   | 09:00 | $ 1 092 545 218  | 10,24 %        | 8,40 %       | $ 533 350        |
| 4   | 09:54 | $ 1 253 867 753  | 11,76 %        | 9,64 %       | $ 612 103        |
| 5   | 12:07 | $ 1 924 462 826  | 18,05 %        | 14,80 %      | $ 939 468        |
| 6   | 15:00 | $ 2 537 971 587  | 23,80 %        | 19,52 %      | $ 1 239 855      |
| 7   | 15:40 | $ 2 781 921 197  | 26,09 %        | 21,39 %      | $ 1 363 141      |
| 8   | 16:44 | $ 3 732 966 269  | 35,02 %        | 28,71 %      | $ 1 822 330      |
| 9   | 18:14 | $ 4 616 731 052  | 43,31 %        | 35,51 %      | $ 2 253 760      |
| 10  | 18:57 | $ 5 866 955 900  | 55,04 %        | 45,13 %      | $ 2 864 080      |
| 11  | 20:08 | $ 7 433 246 259  | 69,73 %        | 57,17 %      | $ 3 628 700      |
| 12  | 21:49 | $ 8 711 015 096  | 81,72 %        | 67 %         | $ 4 252 470      |
| 13  | 22:45 | $ 10 663 470 346 | 100,04 %       | 82,02 %      | $ 5 214 437      |
| 14  | 23:45 | $ 11 859 947 043 | 111,26 %       | 91,23 %      | $ 5 798 070      |
| 15  | 00:55 | $ 13 001 748 128 | 121,97 %       | 100,005 %    | $ 6 356 270      |

## Participantes
| Durante las 27 horas de transmisión asistieron varios artistas tanto nacionales como internacionales: - David Bisbal - Isa Mosquera - Matt Hunter - Luis Fonsi - Jorge Villamizar - Siam - Thali García (de 11-11) - Isabella Castillo (recordada por Grachi) - Mauricio & Palo de Agua - Cali & El Dandee - Axel - Angie Garcia (recordada por Lady Gaga en Yo me llamo) - One Direction (Estrellas invitadas especiales) - Mojito Lite | - Angélica Jaramillo - Nanis Ochoa - Viviana Castrillón - Jorge Alfredo Vargas - Iván Lalinde - Andrea Serna - Felipe Arias - Linda Palma - Yaneth Waldman - Gabriel de las Casas - Juan Pablo Espinosa - Isa Mosquera - Pipe Bueno - Carolina Sabino - Paula Andrea Betancourt - Natalia Jerez - Camilo Cifuentes - Rafa Taibo - Mauricio Serna - Claudia Bahamon - Mariana Pajón | - Juan Sebastián Quintero (Set digital y transmisión web) - Carolina Cruz (Set virtual y transmisión web) - Milena López (Set dijitial, transmisión web y algunos minutos en el plató de televisión de Teletón) - Laura Hernández (Set digital y transmisión web) - Rafael Poveda (Set digital y transmisión web) - Elianis Garrido (Set digital y transmisión web) - Nathalia Ramos (Set digital y transmisión web) (España, Reino Unido) - Sebastián Tatán Mejía (Manizales) - Valentina Cuervo(Manizales) - María Camila Restrepo (Manizales) - Laura Acuña (Cartagena) - Ana Milena Gutiérrez (Cartagena) - María Lucía Fernández (Soacha) - Juan Eduardo Jaramillo (Soacha) - Ana Karina Soto (Barranquilla) - Fabián Mendoza (Barranquilla) - Johanna Amaya (Soacha) - Jorge Espinosa (Set digital y transmisión web) - Johana Rios y Lilibeth Romero (Twittertón) - Juver Bilvao (Set digital y transmisión web) - Ómar Vásquez (Twittertón) - Jessica Cediel (Barranquilla) |